# 大場美津子
大場 美津子（おおば みつこ、1969年8月31日 - 旧姓：鈴木）は東京都出身のフリーアナウンサー、元福島中央テレビアナウンサー（1992年 - 1995年）。

## 担当番組
福島中央テレビ時代
- ニュースプラス1ふくしま
- 輝いて…土曜日　MC

フリー
- たてながHAMA大国ナイト（TVKテレビ）MC　（1995年10月 - 1996年3月）
- 読売新聞は～い朝刊（日本テレビ）キャスター　（1996年4月 - 2000年9月）
- 地方競馬マンスリー（千葉テレビ）キャスター